# Battleship Promontory
Die Battleship Promontory (deutsch: Schlachtschiff-Landspitze) ist eine Landspitze aus Sandstein in der Convoy Range des ostantarktischen Viktorialands. Sie erstreckt sich als Ausläufer des Mount Gran in nördlicher Richtung in das Kopfende des Alatna Valley und wird nach Osten vom Gran-Gletscher flankiert.
Die deskriptive Benennung erfolgte auch Vorschlag des US-amerikanischen Geologen Parker Emerson Calkin (1933–2017), der zwischen 1960 und 1961 stratigraphische Untersuchungen im Alatna Valley vornahm.